# کاسای، هیوگو
کاسای در استان هیوگو در کشور ژاپن  واقع شده‌است  که دارای جمعیت ۴۸٬۴۳۵ نفر و مساحت ۱۵۰٫۹۵ کیلومتر مربع با تراکم جمعیت ۳۲۱  نفر در کیلومترمربع است و در تاریخ ۱ آوریل ۱۹۶۷ به عنوان شهر شناخته شد.